# Dah
A Dah egy szerb rockzenekar, amely 1972-ben alakult Belgrádban. Az 1975-ös évben Jugoszláviából Belgiumba mentek, ahol Land néven működtek, itt adták ki második, angol nyelvű nagylemezüket is. Ezt követően visszatértek hazájukba, ahol újra Dah név alatt zenéltek. Harmadik nagylemezüket 1976-ban Povratak (Visszatérés) címmel adták ki, a zenekar ugyanebben az évben fel is oszlott.

## Tagjai
- Zlatko Manojlović (gitár, ének)
- Branko Marušić Čutura (ének, gitár, 1972-73)
- Branko Gluščević (basszus)
- Radomir Dubičanin (dob, 1972-74)
- Velibor Boka Bogdanović (dob, 1974-76)
- Dragan Mihajlović (hegedű, 1974-75)
- Goran Manojlović (billentyűs hangszerek, 1975-76)
- Tommy Schpalteholtz (basszus, 1975)
- Villie Pultz (gitár, 1975)

## Lemezeik

### Nagylemezek
- Veliki cirkus (1974)
- Cool Breeze (Land néven, 1975)
- Povratak (1976)

### Kislemezek
- Ako poželiš / Noćna buka (1973)
- Samo jedna noć / Cvrčak (1973)
- Mali princ / Ime (1974)
- Ti si ta / Gitareska (1974)
- Šošana / Please, Don't Say Nothing (1975)
- Žeđ / Misli (1976)
- Tomorrow / Under the Sky (1977)